# George K. Arthur
George K. Arthur, nato Arthur George Brest (Aberdeen, 27 gennaio 1899 – New York, 30 maggio 1985), è stato un attore e comico britannico.

## Biografia
Negli anni '20 lavorò presso il prestigioso studio Metro-Goldwyn-Mayer, finché il produttore Harry Rapf decise di accoppiare l'esile attore inglese al corpulento danese Karl Dane, andando a costituire un duo comico chiamato Dane & Arthur. 
Nel 1927 il primo film della coppia, ovvero Rookies, diretto da Sam Wood, ebbe un successo immediato. Fu così che il duo continuò a realizzare una serie di lungometraggi fino alla fine dell'era del cinema muto. Il loro unico accredito in coppia in film sonori è quello di Hollywood che canta (1929), in cui appaiono anche Stanlio e Ollio.
Il duo Dane & Arthur continuò ad essere attivo per cortometraggi anche sonori, ma meno prestigiosi, e per spettacoli teatrali fino al 1932, anno del corto Summer Daze che pose fine a questo sodalizio. A differenza del collega danese Dane, con il passaggio al sonoro, essendo inglese, Arthur non soffrì la transizione dovuta all'accento.
Continuò la sua carriera di interprete fino al 1935, anno in cui si ritirò come attore ma continuò a lavorare per la MGM. Divenuto intanto cittadino americano, durante la seconda guerra mondiale organizzò spettacoli per le truppe.
In seguito divenne produttore e distributore di cortometraggi. Vinse anche un Oscar al miglior cortometraggio per The Bespoke Overcoat (1956). Morì nel 1985 all'età di 86 anni a New York.

## Filmografia parziale
- Spring Fever, regia di Hal Roach (1919)
- Lamp in the Desert, regia di F. Martin Thornton (1922)
- Flames of Passion, regia di Graham Cutts (1922)
- Madness of Youth, regia di Jerome Storm (1923)
- Hollywood, regia di James Cruze (1923)
- The Salvation Hunters, regia di Josef von Sternberg (1925)
- Fior d'assalto (Lady of the Night), regia di Monta Bell (1925)
- La mosca nera (Pretty Ladies), regia di Monta Bell (1925)
- Her Sister from Paris, regia di Sidney Franklin (1925)
- Sun-Up, regia di Edmund Goulding (1925)
- Lights of Old Broadway, regia di Monta Bell (1925)
- Irene non ti spogliare! (Irene), regia di Alfred E. Green (1926)
- Il delizioso peccatore (The Exquisite Sinner), regia di Josef von Sternberg e Phil Rosen (1926)
- Kiki, regia di Clarence Brown (1926)
- The Boob, regia di William A. Wellman (1926)
- The Boy Friend, regia di Monta Bell (1926)
- Sesso... che non tramonta (The Waning Sex), regia di Robert Z. Leonard (1926)
- Bardelys il magnifico (Bardelys the Magnificent), regia di King Vidor (1926)
- When the Wife's Away, regia di Frank R. Strayer (1926)
- Lovers?, regia di John M. Stahl (1927)
- Rookies, regia di Sam Wood (1927)
- Ah! Che maschietta! (Tillie the Toiler), regia di Hobart Henley (1927)
- Spring Fever, regia di Edward Sedgwick (1927)
- Slym papà (Baby Mine), regia di Robert Z. Leonard (1928)
- Slim domatore (Circus Rookies), regia di Edward Sedgwick (1928)
- Detectives, regia di Chester M. Franklin (1928)
- Brotherly Love, regia di Charles Reisner (1928)
- All at Sea, regia di Alfred J. Goulding (1929)
- Slim prende moglie (China Bound), regia di Charles Reisner (1929)
- L'onestà della signora Cheyney (The Last of Mrs. Cheyney), regia di Sidney Franklin (1929)
- Hollywood che canta (The Hollywood Revue of 1929), regia di Charles Reisner (1929)
- Arcobaleno (Chasing Rainbows), regia di Charles Reisner (1930)
- Oliver Twist, regia di William J. Cowen (1933)
- Crociera di piacere (Pleasure Cruise), regia di Frank Tuttle (1933)
- Looking Forward, regia di Clarence Brown (1933)
- Quando una donna ama (Riptide), regia di Edmund Goulding (1934)
- Vanessa: Her Love Story, regia di William K. Howard (1934)